# 沙赫切拉陵墓事件
沙赫切拉陵墓事件（波斯語：‎）是2022年10月26日伊朗設拉子什叶派聖地灯王之墓清真寺发生的一場恐怖袭击 ，此次襲擊造成至少13人死亡。 
伊斯兰国声称对此次袭击负责。 伊朗伊斯蘭共和國政府谴责此次事件 ，并指责阿米尼示威抗議者促成了此次襲擊事件的發生。  
2023年7月8日，两名被控參與襲擊的男子被处决。 